# Johann Peisker (Historiker)
Johann Peisker (* 25. Mai 1851 in Wopořan, Böhmen; † 29. Mai 1933 in Prag) war Direktor der Universitätsbibliothek Graz und Professor für Sozial- und Wirtschaftsgeschichte in Prag.
Peisker studierte von 1870 bis 1874 Geschichte und Slawistik an der Universität Prag. 1874 bekam er eine Anstellung an der Universitätsbibliothek Prag, von wo er 1891 an die Universitätsbibliothek Graz wechselte. 1892 promovierte er an der Universität Graz und habilitierte sich dort 1901 als Privatdozent für Sozial- und Wirtschaftsgeschichte. Von 1910 bis 1919 war er als Nachfolger von Anton Schlossar Direktor der Universitätsbibliothek Graz. Von 1919 bis 1921 lehrte er als ordentlicher Professor an der Universität Prag.